# Eriopyga melanosticta
Eriopyga melanosticta là một loài bướm đêm trong họ Noctuidae.